# Departamento de Patiño
Departamento de Patiño är en kommun i Argentina.   Den ligger i provinsen Formosa, i den norra delen av landet, 1 100 km norr om huvudstaden Buenos Aires.
I omgivningarna runt Departamento de Patiño växer i huvudsak lövfällande lövskog. Runt Departamento de Patiño är det mycket glesbefolkat, med 2 invånare per kvadratkilometer.